# Gozu
Gozu (en japónes: 極道恐怖大劇場 牛頭 GOZU, Gokudō kyōfu dai-gekijō: Gozu?), literalmente: Teatro de terror Yakuza: cabeza de toro (Yakuza Horror Theatre: Bull's Head), también conocida como Gozu. El camino a la locura, es una película japonesa que combina múltiples géneros dirigida por Takashi Miike en 2003 y escrita por Sakichi Sato.
Gozu, es una deidad de origen budista y sintoísta con cabeza de buey que reina en el infierno y que además controla las enfermedades epidémicas y las plagas.

## Argumento
Ozaki, miembro de una familia yakuza, comienza a mostrar signos de un preocupante desequilibrio mental. En una reunión familiar, convencido de que un chihuahua es un espía anti-yakuza, lo mata brutalmente.
Al ver a Ozaki como un riesgo para la seguridad del clan, el jefe yakuza Azamawari ordena a su subordinado Minami, que tiene una relación de amistad con Ozaki, que lo mate y se deshaga de su cuerpo en un vertedero en Nagoya, lugar habitual designado para este propósito.

Durante el viaje, Minami se da cuenta de la locura total de Ozaki, de hecho, está a punto de dispararle a una señora que conduce un coche que cree que es un vehículo anti-yakuza. Minami interviene a tiempo y aturde a Ozaki con un golpe en la cabeza. Continúan su viaje, mientras que Minami atormentado por el dilema de tener que matar a su superior, es un manojo de nervios. Cuando por casualidad, realiza su cometido por accidente al frenar bruscamente porque la carretera desaparece misteriosamente, y hace que el inconsciente Ozaki se golpee la cabeza con fuerza contra el asiento delantero rompiéndose el cuello.
 Al llegar a Nagoya, Minami se detiene en el bar de un poblado para intentar contactar por teléfono con su jefe. Cuando sale de la cafetería, el cuerpo de Ozaki a desaparecido del coche. A partir de aquí, Minami, comenzará una búsqueda desesperada que le llevará a conocer a personajes extraños, viéndose envuelto en situaciones cada vez más surrealistas.

## Reparto
| Actor               | Papel                           |
| ------------------- | ------------------------------- |
| Hideki Sone         | Minami                          |
| Show Aikawa         | Ozaki                           |
| Kimika Yoshino      | Ozaki (como mujer)              |
| Shōhei Hino         | Nariz                           |
| Keiko Tomita        | Masa, La gerente de la posada   |
| Harumi Sone         | Kazu, el hermano de la posadera |
| Susumu Kimura       |                                 |
| Kanpei Hazama       | Hombre dorado                   |
| Renji Ishibashi     | Jefe                            |
| Tadao Komoto        |                                 |
| Sakichi Sato        | Gerente de Cafetería            |
| Masaya Kato         |                                 |
| Tetsurô Tanba       |                                 |
| Ken'ichi Endô       | Endo                            |
| Hitoshi Ozawa       |                                 |
| Kazuyoshi Ozawa     |                                 |
| Yoshiyuki Yamaguchi |                                 |
| Tamio Kawachi       |                                 |
| Hiroyuki Nagato     |                                 |
| Tokitoshi Shiota    | Gozu                            |

## Otros créditos
- Producido por: Harumi Sone.
- Productores: Misako Saka, Shigeji Maeda y Tatsuya Mukai
- Planificación: Harumi Sone y Tsuneo Seto.
- Director de iluminación: Sosuke Yoshikado.
- Diseñador de producción (arte): Akira Ishige.
- Grabación (sonido): Hitoshi Tsurumaki.
- Decoración: Akira Sakamoto.
- Efectos especiales: Yûichi Matsui.
- Efectos de sonido: Kenji Shibasaki y Mizuki Itô.
- Asistente de dirección: Masato Tanno.
- Director de producción: Masanori Sakai.

## Producción
El veterano actor de yakuza eiga (cine yakuza) Harumi Sone, visita a Takashi Miike y le propone hacer una película de yakuza en el que actúe su hijo, Yūta Sone. El cual, había debutado como actor con Miike en 1996 con Ambition Without Honor (Jingi naki yabō) y desde entonces se había convertido en uno de los fijos del director. Pero ahora sería el protagonista de la película junto con Shōw Aikawa y su padre sería el productor. Para el guion, Miike volvería a confiar en Sakichi Sato, el guionista de Ichi the Killer y en el director de fotografía de Dead or alive 2: Sangre yakuza y Dead or Alive III: Duelo Final, Kazunari Tanaka, y el montaje, del siempre fiel Yasushi Shimamura.
 Partiendo de esta base, se unen al proyecto, a pesar de que el salario era bastante bajo, muchos de los actores que ya son conocidos bajo el calificativo de "marca Miike" (actores habituales en sus películas).

## Lanzamiento
Concebida como una película de serie B de bajo presupuesto y rodada inicialmente para su lanzamiento directo en vídeo (VHS) y DVD, las cosas cambiaron, tras el éxito alcanzado en la Quincena de Realizadores en el 56.º Festival de Cine de Cannes el 17 de mayo de 2003, los productores decidieron estrenarla en cines. Fue proyectada en julio de 2003 en el Festival Internacional de Cine Fantástico de Bucheon de Corea del Sur, y el 12 de julio de 2003 en el Pia Film Festival de Japón, entre muchos festivales. En España se presentó el 3 de diciembre de 2003 en el Festival de Cine de Sitges.

Fue lanzada en Japón en VHS en julio de 2003, publicada por Office ASK y distribuido por Toei Company,y en DVD el 11 de julio de 2003 por The KlockWorx.En España fue lanzada en DVD en 2005 por Versus Entertainment. También se editó en DVD en otros países, por diferentes distribuidoras, e incluyendo distintos contenidos especiales.

#### Extras que contenían algunas ediciones publicadas:[7]
- Comentarios de audio del director Takashi Miike y Sakichi Sato.
- Comentarios de audio de los críticos de cine Andy Klein y Wade Major.
- Ensayo cinematográfico del autor Tom Mes.
- Entrevista a Takashi Miike, con el crítico de cine Wade Major (12:54 min.)
- Entrevista a Takashi Miike, con el crítico de cine Andy Klien (18:41 min.)
- Roundtable Discussion (Mesa redonda) (19:01 min.) Entrevista a Miike junto a los directores Guillermo Del Toro y Eli Roth.
- making of Gozu (19:40 min.)
- Tráileres, biografías/filmografías, Galería de fotos y Vídeo del tema principal.

En la versión española se incluye una entrevista en Sitges por Jesús Palacios.

## Análisis
Minami y Ozaki hacen un viaje introspectivo al mismísimo infierno y van a tener que probar la fortaleza de su relación. Todo está pensando para evocarnos un infierno surrealista y onírico, los planos de Nagoya al atardecer que marcan la entrada al infierno, el tono amarillo al entrar al bar que será aún más amarillo cuando desaparezca el cuerpo de Ozaki, las conversaciones aparentemente sin sentido que insisten en que hace mucho calor y en que Minami no es de Nagoya, la comida que el cuerpo de Minami rechaza porque es comida del infierno, el dueño travestido del bar que posteriormente averiguamos que está muerto y todos los personajes extraños que conoce en la ciudad.

En esta amalgama de personajes extravagantes, aparecen los dos hermanos que regentan la pensión. El hermano retraído y la hermana mandona reconvertida en una diosa de la fertilidad venida a menos. Esta última le ofrecerá su leche a Minami. Su leche, la misma que alimenta a toda la ciudad, le recordará su vínculo con Ozaki y le conducirá a un recuerdo suprimido, en el que Ozaki le pide ver su circuncisión y luego le regala ropa interior para su primer encuentro sexual. El recuerdo es tan ambiguo como la relación de Minami y Ozaki. Un amor fraternal muy recurrente dentro del yakuza eiga, que roza la homosexualidad. Este tipo de relaciones desplaza los sentimientos afectivos y sexuales a la figura del aniki y afecta consecuentemente a las relaciones del personaje con las mujeres. Por ello, el género yakuza es misoginia pura, un reflejo de la sociedad japonesa machista cuyo género cinematográfico preferido es el yakuza.

En este viaje por el infierno Minami realizara unas plegarias al Akkorokamui, el gran pulpo rojo con poderes curativos. Este le concederá audiencia con el mismísimo Gozu, quien le dará su bendición purificadora a golpe de lametazos. El filtro amarillo pasa a ser verde, el color del infierno budista. El verde y el amarillo se unirán a un tercer color, el rojo. Este color rojo nos indicara la llegada de un tercer personaje, Ozaki convertido en mujer. La comunión de estos tres colores que simbolizan a los tres personajes nos acompañará hasta que salgamos del love hotel, de vuelta a Tokio y dejando atrás el inframundo.
El cuerpo de ella lo tentará a rendirse a sus impulsos, pero Minami seguirá fiel a su hombría hasta que reconozca finalmente lo que siente por su aneki y decida salvarla de las garras de su jefe. Así, ambos exploraran la naturaleza de su relación que dará como fruto, siempre con el filtro onírico amarillo, al renacimiento del Ozaki masculino, el símbolo de la aceptación de su homosexualidad.

## Recepción
Tristan Priimagi en una reseña para Asian Movie Pulse, escribió: «Gozu trabaja el tempo de manera bastante similar a “Llamada perdida”, creando una sensación estática de falsa seguridad, antes de hacer todo lo posible, para llegar a una exageración sensorial en el final, y funciona espléndidamente en ambas películas. Miike ofrece emociones y calmas, pero ciertamente hay algunas escenas que se te quedan grabadas en la memoria. Obra de arte compleja de un autor inquieto».
Reseña de Sabrina Vaquerizo-González para Asiateca: «Concebida como un film de serie B, Gozu fue seleccionada para la Quincena de Directores del Festival de Cannes de 2003 antes incluso de que llegara a las tiendas japonesas. En Cannes, Miike afirmó, medio en broma, que su propósito con Gozu era «parar todas las formas de violencia del planeta». Palabras que pueden sorprender a su legión de seguidores, pero que en el fondo resumen muy brevemente la finalidad de toda su filmografía. Pero Gozu es mucho más que una simplemente película de su obra, es su película fetiche».
En "Midnight Eye visions of japanese cinema", Tom Mes, crítico de cine y escritor, con dos libros editados sobre Takashi Miike, comentó: «Hay pocos precedentes para el tremendamente divertido, Gozu en el trabajo anterior de Miike. Esto demuestra que, si bien el director continúa produciendo películas a un ritmo alarmante, su creatividad e inspiración todavía no tienen fin. Cualquiera que sea su impresión sobre este director, Gozu garantiza que la cambiará por completo».
En una reseña de Katanas y colegialas concluyen que: «En definitiva, una película que define un nuevo género como el de yakuza horror psicodélico; una de esas rarezas de Miike que merece ser vista aunque no la entendamos, tan solo para seguir los extraños sucesos y paranoias; y que más vale tomársela como un gran chiste para reír un rato, si no queremos acabar locos».

## Reconocimientos
- 2003 - Festival de Cine de Sitges. [12]
  - Nominación a la mejor película.
  - Premio a los Mejores efectos especiales.
- 2003 - Neuchâtel International Fantastic Film Festival. [13]
  - Nominación a la mejor película.
  - Premio a la mejor película asiática (Mad Movies Award).
  - Premio del jurado (Special Mention).
- 2004 - Festival Internacional de Cine Fantástico de Bruselas. [14]
  - Premio al Mejor guion (Silver Raven).

## Música
Además de la banda sonora creada por Kōji Endō, la película contó con una canción titulada: Ushizu no Uta (牛頭の唄),creada para los créditos finales, por: 
- Letra: Takashi Miike
- Composición y Arreglos: Kōji Endō
- Voz: Maki Hachiya
- Coro: AO y amigos